# Плянта (Гайнівський повіт)
Плянта (пол. Planta) — село в Польщі, у гміні Наровка Гайнівського повіту Підляського воєводства.
Населення — 154 особи (2011).
У 1975-1998 роках село належало до Білостоцького воєводства.

## Демографія
Демографічна структура станом на 31 березня 2011 року:
|          | Загалом | Допрацездатний вік | Працездатний вік | Постпрацездатний вік |
| -------- | ------- | ------------------ | ---------------- | -------------------- |
| Чоловіки | 82      | 7                  | 61               | 14                   |
| Жінки    | 72      | 4                  | 39               | 29                   |
| Разом    | 154     | 11                 | 100              | 43                   |